# ألفرد نيومان (سياسي)
ألفرد نيومان (بالإنجليزية: Alfred Newman) هو سياسي نيوزلندي، ولد في 27 أبريل 1849 في تشيناي في الهند، وتوفي في 3 أبريل 1924 في ويلينغتون في نيوزيلندا. حزبياً، نشط في Reform Party (New Zealand) ‏. وقد انتخب عضو مجلس النواب النيوزيلندي.